# Tendone

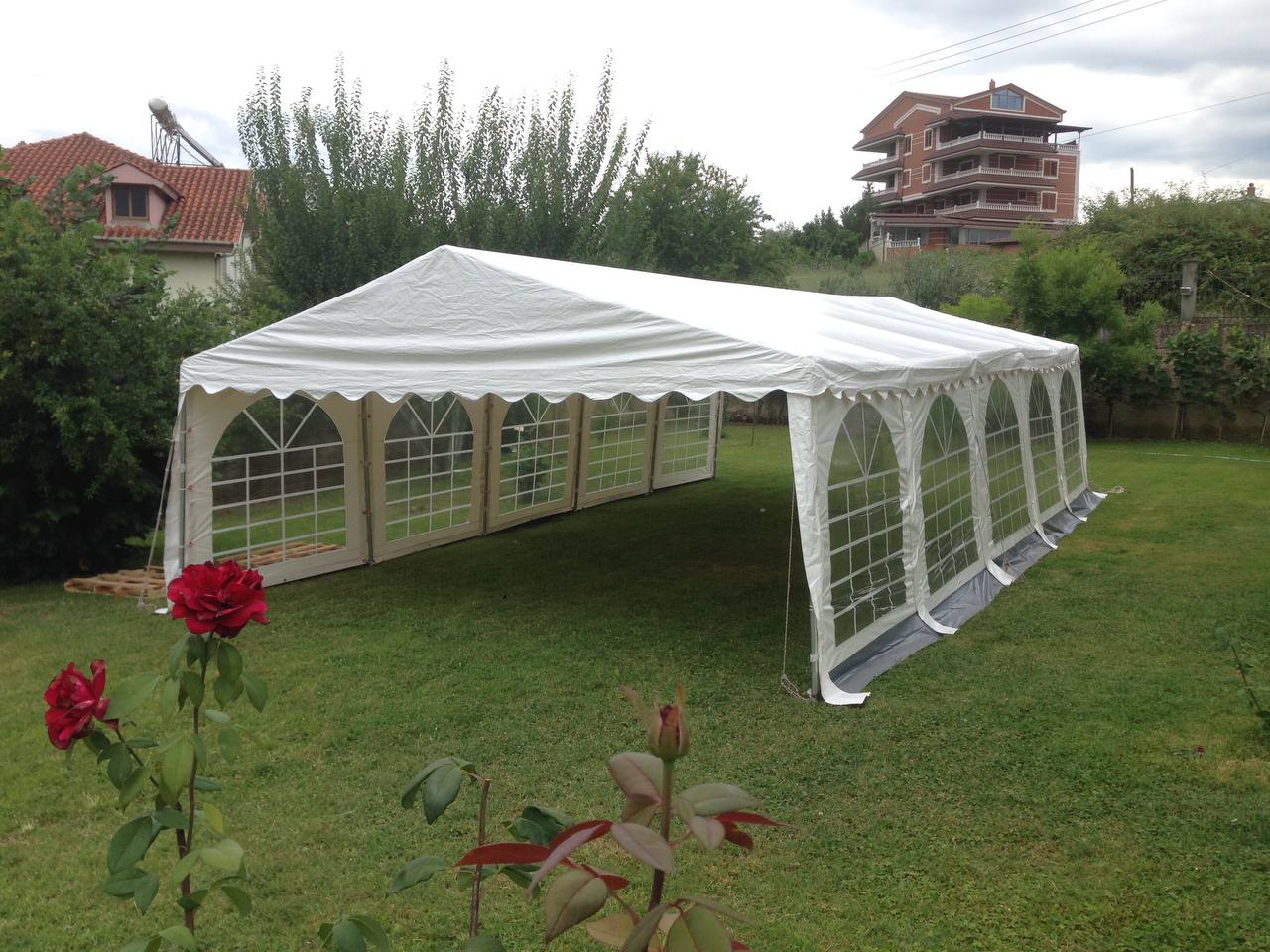
Esempio di tendone

Il tendone è un grande padiglione in tela montato su apposite armature metalliche.

## Descrizione
Di forma e dimensioni molto variabili, i tendoni hanno come scopi principali quelli di proteggere porte, finestre e altri tipi di usci dai raggi solari, e, se sufficientemente grandi, di accogliere al loro interno un grande numero di persone nel corso di eventi sociali. Sono semplici da montare e smontare e, quando sono impermeabili, sono fatti in PVC o PE. I tendoni più piccoli misurano circa 12 metri, mentre quelli più grandi arrivano a circa 36 metri.